# Modlitby matek
Modlitby matek jsou hnutí křesťanských matek, určené ženám a matkám ke společným modlitbám za rodinu a mateřství.
Vznikly na půdě katolické charismatické obnovy, ale jejich pozadí v jednotlivých zemích a farnostech je různorodé.

## Kontroverze
V některých společenstvích se objevil vliv Vassuly Rydén, dle vlastních slov prorokyně, k níž vydaly svá stanoviska katolická i pravoslavná církev. Sama „prorokyně“ se profilovala na počátku své činnosti jako ekumenicky smýšlející, s úmyslem zasáhnout (a spojit) celé křesťanstvo. (Související hnutí se nazývá True Life in God – TLIG – Opravdový život v Bohu.)